# FNSS Pars
FNSS Pars je borbeno oklopno vozilo inačica pogona 4×4, 6×6, 8×8 i 10×10, kojeg proizvodi FNSS - FMC-Nutrol turskog obrambenog sustava u suradnji s američkom tvrtkom za proizvodnju višenamjenskih vozila.